# 利曲短溝紅螢
利曲短溝紅螢（学名：Plateros leechi）为紅螢科短溝紅螢屬下的一个种。